# Fred Berhoff
Fred Berhoff (* 23. August 1936 in München; † 25. Februar 2008 ebenda) war ein deutscher Schauspieler.

## Leben
Berhoff hatte im Verlauf seiner Karriere mehrere Engagements an verschiedenen Theaterbühnen. Er war in verschiedenen Fernsehfilmen zu sehen.
Berhoff spielte seit den 1960er Jahren einige Rollen in deutschen Kinofilmen. Als seinen ersten Filmauftritt führt die Filmdatenbank IMDb den Spielfilm Barras heute aus dem Jahr 1963, in der Berhoff unter der Regie von Paul May zu sehen war. In der Sex-Klamotte Siegfried und das sagenhafte Liebesleben der Nibelungen (1971) übernahm er, unter der Regie von Adrian Hoven, die Rolle des Königssohnes Giselher, an der Seite von Raimund Harmstorf und Sybil Danning. In dem Softsex-Film Hausfrauen-Report 1: Unglaublich, aber wahr (1971) spielte er die Rolle des Ehemanns Herr Gassner.
Außerdem hatte er kleinere Rollen in den Fernsehfilmen Rosemaries Tochter  (1976) und Mosquito der Schänder (1977).
Auch war er in zahlreichen Fernsehproduktionen zu sehen. Vor allem wirkte er dabei in Krimiserien mit. So hatte er Episodenrollen unter anderem in den Serien Derrick, Der Alte, SOKO 5113 und Der Bulle von Tölz.
In der ARD-Vorabendserie Verbotene Liebe verkörperte er im Jahre 1995 die Figur des Konzernbosses und Millionärs Max Orbis (Folge 53–135), der seine Jugendliebe Fiona Beckmann wiedertrifft. In der ARD-Fernsehserie Lindenstraße war er 2003 in der Rolle des rechtsradikalen Verlegers Hey zu sehen.
Berhoff arbeitete auch als Hörspielsprecher und Rezitator. Beim Bayerischen Rundfunk wirkte er 1977 in einer Hörspielfassung des Kriminalhörspiels Gestatten, mein Name ist Cox mit. Außerdem nahm er Texte von Ludwig Thoma (Weihnachtslegende Heilige Nacht) für den Hörfunk auf.
Berhoff lebte in München. Er war zeitweilig Ende der 1970er Jahre mit der schwedischen Filmschauspielerin Anita Ekberg liiert; die Beziehung endete nach etwa zwei Jahren. Zu seinen bevorzugten Freizeitaktivitäten gehörten Radfahren und Skifahren.

## Filmografie (Auswahl)
- 1962: Barras heute
- 1962: Tanze mit mir in den Morgen
- 1964: Die Karte mit dem Luchskopf[6] (Folge: Luftgeschäfte)
- 1965: Alarm in den Bergen (Fernsehserie)
- 1971: Siegfried und das sagenhafte Liebesleben der Nibelungen
- 1971: Hausfrauen-Report 1: Unglaublich, aber wahr
- 1976: Rosemaries Tochter
- 1977: Mosquito der Schänder
- 1977: Derrick (Folge: Mord im TEE 91)
- 1978: Der Alte (Folge: Ein Koffer)
- 1979: Weiße Sklavin der grünen Hölle
- 1988: Verkehrsgericht (Folge 21: Unfall nach Discobesuch)
- 1988: SOKO 5113 (Folge: Hausbesuche)
- 1994: Forsthaus Falkenau – Folge: Der Maibaum
- 1995: Verbotene Liebe
- 1997: Der Bulle von Tölz: Tod in der Brauerei
- 1999: Unser Lehrer Dr. Specht[7][8] (2 Folgen)
- 2000: Utta Danella – Der schwarze Spiegel
- 2002: Der Bulle von Tölz: Tod nach der Disco
- 2002–2003: Lindenstraße (2 Folgen)
- 2005: Willkommen daheim (Fernsehfilm)